# Луис Инасио Адамс
Луис Инасио Лусена Адамс (на португалски: Luís Inácio Lucena Adams) е бразилски адвокат – главен адвокат на Бразилия от 23 октомври 2009 г. до 3 март 2016 г.
Луис Инасио Адамс е роден на 2 март 1965 г. в Порто Алегре. Завършва правни и социални науки във Федералния университет на Рио Гранде до Сул и специализира право във Федералния университет на Санта Катарина.
През 1993 започва работа като финансов прокурор към Главна финансова прокуратура. През 2001 е назначен за главен юридически секретар в кабинета на главния адвокат на Бразилия. През 2004 г. Адамс вече е изпълнителен секретар в Министерството на планирането, бюджета и управлението, където работи като юрисконсулт от 2003. През 2006 г. той е назначен за главен финансов прокурор на Бразилия.
На 23 октомври 2009 г. Луис Инасио Адам е назначен от президента Лула да Силва за главен адвокат на Съюза, с което Адамс става главен юрисконсулт на правителството и получава място в президентския кабинет с ранг на министър. Запазва поста си и след встъпването в длъжност на президента Дилма Русеф.